# Hasarius inhebes
Hasarius inhebes är en spindelart som beskrevs av Karsch 1879. Hasarius inhebes ingår i släktet Hasarius och familjen hoppspindlar. Inga underarter finns listade i Catalogue of Life.